# Cyclisme aux Jeux des petits États d'Europe 2013
Navigation
Édition précédente Édition suivante

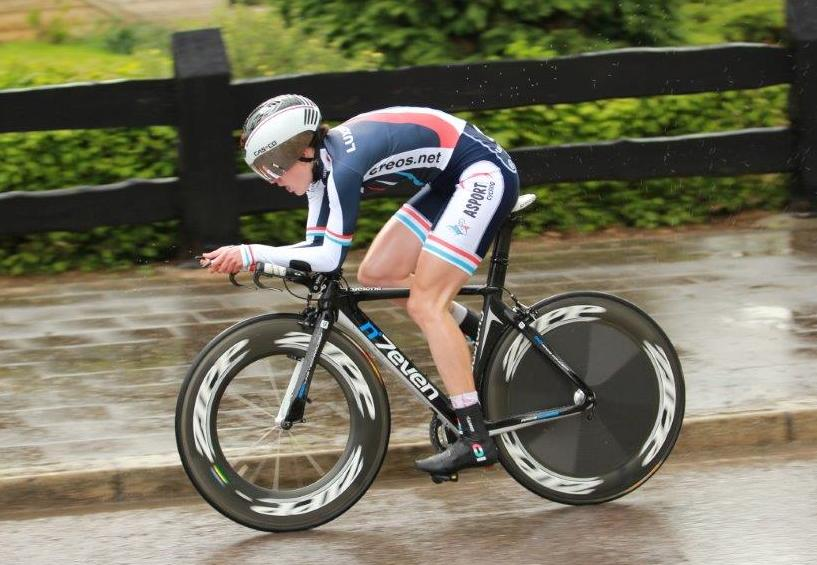
Christine Majerus, ici lors du contre-la-montre, remporte trois médailles d'or.

Les compétitions de cyclisme des Jeux des petits États d'Europe 2013 se sont déroulées à Cessange du 28 au 31 mai 2013, au Luxembourg. Le cyclisme n'est pas retenu lors de l'édition 2015 des Jeux des petits États d'Europe.

## Résultats

### Course en ligne
| Compétition | Or                           | Or                 | Argent                         | Argent             | Bronze                      | Bronze             |
| ----------- | ---------------------------- | ------------------ | ------------------------------ | ------------------ | --------------------------- | ------------------ |
| Hommes      | Joël Zangerlé Luxembourg     | 3 h 07 min 41 s 85 | Hans Burkhard Liechtenstein    | 3 h 14 min 51 s 09 | Tom Thill Luxembourg        | 3 h 14 min 52 s 63 |
| Femmes      | Christine Majerus Luxembourg | 2 h 21 min 22 s 23 | Nathalie Lamborelle Luxembourg | 2 h 21 min 53 s 55 | Chantal Hoffmann Luxembourg | 2 h 21 min 54 s 15 |

### Contre-la-montre
| Compétition | Or                           | Or             | Argent                       | Argent         | Bronze                      | Bronze         |
| ----------- | ---------------------------- | -------------- | ---------------------------- | -------------- | --------------------------- | -------------- |
| Hommes      | Stefan Küng Liechtenstein    | 26 min 41 s 31 | Alex Kirsch Luxembourg       | 27 min 43 s 74 | Christian Helmig Luxembourg | 28 min 08 s 93 |
| Femmes      | Christine Majerus Luxembourg | 15 min 02 s    | Daniela Veronesi Saint-Marin | 15 min 25 s    | Antri Christoforou Chypre   | 15 min 28 s    |

### VTT
| Compétition | Or                           | Or                 | Argent                     | Argent             | Bronze                       | Bronze             |
| ----------- | ---------------------------- | ------------------ | -------------------------- | ------------------ | ---------------------------- | ------------------ |
| Hommes      | Christian Helmig Luxembourg  | 1 h 15 min 36 s 97 | Mários Athanasiádis Chypre | 1 h 16 min 37 s 01 | Chrístos Loïzou Chypre       | 1 h 19 min 10 s 57 |
| Femmes      | Christine Majerus Luxembourg | 1 h 12 min 33 s 19 | Isabelle Klein Luxembourg  | 1 h 13 min 20 s 06 | Daniela Veronesi Saint-Marin | 1 h 14 min 50 s 19 |

## Tableau des médailles
| Rang  | Nation        | Or | Argent | Bronze | Total |
| ----- | ------------- | -- | ------ | ------ | ----- |
| 1     | Luxembourg    | 5  | 3      | 3      | 11    |
| 2     | Liechtenstein | 1  | 1      | 0      | 2     |
| 3     | Chypre        | 0  | 1      | 2      | 3     |
| 4     | Saint-Marin   | 0  | 1      | 1      | 2     |
| Total | Total         | 6  | 6      | 6      | 18    |